# Томашівська сільська рада (Фастівський район)
| Томашівська сільська рада — колишній орган місцевого самоврядування у Фастівському районі Київської області з адміністративним центром у с. Томашівка. Водоймища на території, підпорядкованій даній раді: річка Ірпінь. Сільській раді підпорядковані населені пункти: - с. Томашівка - с. Ярошівка |

## Склад ради
Рада складається з 14 депутатів та голови.

### Керівний склад ради
| ПІБ                     | Основні відомості                                                 | Дата обрання | Дата звільнення |
| ----------------------- | ----------------------------------------------------------------- | ------------ | --------------- |
| Тафеєв Борис Васильович | Сільський голова, 1950 року народження, освіта, безпартійний      | 26.03.2006   | 31.10.2010      |
| Пашун Олена Василівна   | Сільський голова, 1971 року народження, освіта вища, позапартійна | 31.10.2010   |                 |

Примітка: таблиця складена за даними джерела